# Dipartimento per l'innovazione e le tecnologie
Il Dipartimento per l'innovazione e le tecnologie (DIT) è stata la struttura, incardinata presso la Presidenza del Consiglio dei ministri, preposta alla definizione e all'attuazione delle politiche per lo sviluppo della società dell'informazione, nonché delle connesse innovazioni tecnologiche per le pubbliche amministrazioni, i cittadini e le imprese.

## Storia
Precursore della struttura è l'Ufficio per l'innovazione tecnologica (DPCM 15 aprile 2000).
Nel 2001, durante il governo Berlusconi II, le relative funzioni furono delegate a Lucio Stanca, nominato ministro per l'innovazione e le tecnologie. Nell'atto di conferimento dell'incarico (DPCM 9 agosto 2001) fu precisato che, in attesa della costituzione di uno specifico dipartimento, il ministro avrebbe potuto avvalersi di quattro distinte strutture:
- l'Ufficio per l'informatica, la telematica e la statistica (successore del dipartimento per l'informatica e la statistica, istituito con DPCM 18 luglio 1991);
- l'Ufficio per l'innovazione tecnologica;
- l'Ufficio per l'informatizzazione e lo sviluppo delle reti telematiche delle pubbliche amministrazioni;
- il Centro tecnico dell'AIPA (DPCM 18 maggio 2001).

Fu successivamente istituito il dipartimento per l'innovazione e le tecnologie (DPCM 27 settembre 2001), il quale, espressamente contemplato dalla disciplina di riordino delle strutture generali della presidenza del Consiglio (DPCM 23 luglio 2002), fu più volte riorganizzato (DM 18 dicembre 2001, DM 13 agosto 2002).
Nel 2006, durante il governo Prodi II, le funzioni proprie del dipartimento, nonché quelle facenti capo al dipartimento della funzione pubblica, furono assegnate a Luigi Nicolais, nominato ministro per le riforme e le innovazioni nella pubblica amministrazione. Il dipartimento fu poi riorganizzato (DM 16 aprile 2007).
Nel 2008, sotto il governo Berlusconi IV, le funzioni di entrambi i dipartimenti furono delegate a Renato Brunetta, nominato ministro per la pubblica amministrazione e l'innovazione.
Nel 2009 il dipartimento per l'innovazione e le tecnologie assunse la denominazione di dipartimento per la digitalizzazione della pubblica amministrazione e l'innovazione tecnologica (DPCM 28 aprile 2009), con funzioni specifiche e distinte rispetto al dipartimento della funzione pubblica (DPCM 1 marzo 2011, DPCM 1 ottobre 2012).
È stato quindi oggetto di una successiva riorganizzazione (DM 13 luglio 2011).
Nel 2012 il dipartimento fu di fatto privato delle sue funzioni; queste furono assegnate all'Agenzia per l'Italia digitale, cui furono devolute anche le competenze in precedenza attribuite a DigitPA e all'Agenzia per la diffusione delle tecnologie per l'innovazione (DL 83/2012). Il dipartimento non fu formalmente soppresso, in attesa di una nuova disciplina in materia.
Ciò è avvenuto nel 2019, quando il governo Conte I ha istituito un nuovo Dipartimento per la trasformazione digitale (DTD) che ha assorbito le competenze del DIT.